# Kot Bob i ja
Kot Bob i ja (ang. A Street Cat Named Bob) – brytyjski komediodramat z 2016 wyreżyserowany przez Rogera Spottiswoode i napisany przez Tima Johna i Marię Nation. Historia opiera się na książce pod tym samym tytułem autorstwa Jamesa Bowena, a kot Bob zagrał w filmie samego siebie. Drugą główną rolę zagrał Luke Treadaway. Film miał prapremierę w Londynie 3 listopada 2016, a 4 listopada wszedł do kin w tym kraju. W Polsce film wszedł do kin 13 stycznia 2017.

## Fabuła
Bezdomny narkoman walczący z nałogiem James Bowen (Luke Treadaway) dostał ostatnią szansę aby się pozbierać od swojej prowadzącej terapeutki Val (Joanne Froggatt), która załatwia mu mieszkanie. James stara się wyjść na prostą, zarabiając na życie przez grę na gitarze w Covent Garden, jednak jest prawie niezauważony. Pewnego dnia odkrywa w swoim domu kota, który zjadał mu płatki. Kiedy nie znalazł wśród sąsiadów właściciela, uznał go za przybłędę. James odkrywa ranę u kota i zabiera go do weterynarza, a od tego dnia ich losy zostają na dobre połączone.

## Obsada
- kot Bob jako on sam
- Luke Treadaway jako James Bowen[1]
- Ruta Gedmintas jako Betty, przyjaciółka Jamesa
- Joanne Froggatt jako Val, prowadząca terapię Jamesa
- Anthony Head jako Nigel Bowen, ojciec Jamesa